# Zaphod
Zaphod was een band uit Amsterdam, actief van 1998 tot 2005. De band mixte dancestijlen zoals drum and bass, jungle en later big beat en dubstep met popmuziek, en speelde live met echte instrumenten.

## Biografie
Bassist Efraim van Veen en toetsenist Ivo Winnubst speelden samen in Suspicious Noise. Drummer Peter van der Slikke en Efraim van Veen ontmoetten elkaar op hun gezamenlijke school. Zaphod ontstond begin 1998 uit een jamsessie in het Amsterdamse Repetitiehuis (bedoeld als auditie voor een nieuwe drummer voor de band Suspicious Noise).
De opnamen van deze sessie belanden bij muziektijdschrift FRET dat het tot 'Demo van de maand' bekroont.
De band gaat op zoek naar een frontman. Bij hun 2e optreden staat punkrockzanger Koriander van den Ende in het publiek en wordt aangetrokken als MC. Er wordt een serieuzere demo opgenomen die in eigen beheer wordt uitgebracht als Born with a Headcrash. Datzelfde jaar staan ze (met onder meer ZEA en Redivider) in de finale van de Amsterdamse Popprijs in de Melkweg en winnen ze de publieksprijs, categorie Dance van de Grote Prijs van Nederland in Paradiso. Zangeres Imara Overhand en gitarist Niels den Das worden aangetrokken.
Door de gegenereerde aandacht wordt Zaphod opgepikt door Roxon Records en het jaar daarop werd het door Zlaya Hadzich (o.a.Sonic Youth, the Gathering, etc.) geproduceerde Any Day Now uitgebracht. De band is te zien op Barend & Van Dorp en krijgt aandacht met de single 'Born' en bijbehorende videoclip. Ook de geschreven pers is enthousiast met positieve recensies in onder meer OOR, Muziekweb en de Slagwerkkrant.
Zaphod toert veelvuldig door Nederland, België en (Oost- Europa en staat op diverse festivals (o.a. Popronde en Amsterdam Dance Event). Een doorbraak bij het grote publiek blijft uit en na het in eigen beheer uitgebrachte album Upstream stopt de band ermee.

### Na Zaphod
Peter van der Slikke speelt onder meer bij Eelman (met drie leden van Nilsson), The Dublicators en Burgundy Scratch (samen met Koriander van den Ende). Ivo Winnubst met Outerspace Overdose en Efraim van Veen met onder meer Les Belles Hamelles en Westone.
Om de paar jaar geeft Zaphod nog optredens. In 2024 brengt de band twee nieuwe singles uit en werken ze aan meer remixen, re-recordings van ouder materiaal.

## Discografie

### Albums
- Zaphod - 1998
- Born with a Headcrash - 1999
- Any Day Now - 2001
- Upstream - 2005

### Singles
- Born/Step - 2000
- Someonesgottogive - 2024
- Next - 2024